# Wouter Vermeersch
Wouter Vermeersch (Kortrijk, 8 november 1984) is een Belgisch Vlaams-nationalistisch politicus: eerst voor LDD, daarna voor Vlaams Belang.

## Levensloop

### Loopbaan
Vermeersch behaalde in 2007 het diploma van handelsingenieur aan de Universiteit van Antwerpen. Van 2007 tot 2009 werkte hij als senior auditor bij de financiële en zakelijke dienstverlener Deloitte en daarna werd hij zaakvoerder van bedrijven gespecialiseerd in groene energie.
Hij sloot zich in 2007 aan bij de LDD en was medeoprichter en van 2008 tot 2010 politiek secretaris van Jong Gezond Verstand, de jongerenafdeling van de partij. Bij de Vlaamse verkiezingen van juni 2009 stond hij op de vierde plaats van de West-Vlaamse LDD-lijst, maar hij werd niet verkozen.
Na enkele jaren politiek inactief te zijn geweest werd Vermeersch in 2017 economisch adviseur bij de fractie van Europa van Naties en Vrijheid in het Europees Parlement, waartoe het Vlaams Belang behoort.
Sinds januari 2019 zetelt hij in de gemeenteraad van Kortrijk, waar hij ook VB-fractieleider is. Tevens was hij van 2018 tot 2019 provincieraadslid van West-Vlaanderen.
Bij de federale verkiezingen van mei 2019 werd Vermeersch als lijsttrekker van de West-Vlaamse VB-lijst verkozen in de Kamer van volksvertegenwoordigers. Hij werd ondervoorzitter van de Kamerfractie van het Vlaams Belang en ging zich als volksvertegenwoordiger toeleggen op financiën en begroting. Bij de verkiezingen van juni 2024 werd Vermeersch verkozen voor een tweede termijn. Vervolgens werd hij aangesteld als eerste ondervoorzitter van de Kamer.